# Figlie di San Giuseppe
Le Figlie di San Giuseppe (in spagnolo Hijas de San José) sono un istituto religioso femminile di diritto pontificio: le suore di questa congregazione pospongono al loro nome la sigla F.S.J.

## Storia

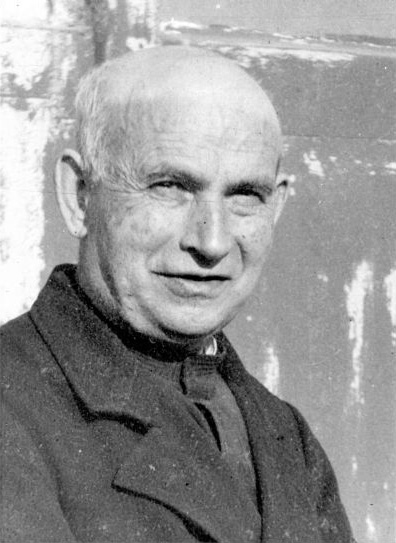
Francisco Javier Butiñá Hospital, fondatore della congregazione

La congregazione fu fondata dal gesuita Francisco Javier Butiñá Hospital. Nel gennaio del 1874 organizzò a Salamanca una comunità di suore, le Serve di San Giuseppe, per l'apostolato tra le giovani lavoratrici; pochi mesi dopo i gesuiti furono espulsi dalla Spagna e Butiñá Hospital fu costretto a partire e ad affidare la guida dell'istituto a Bonifacia Rodríguez Castro.
Rientrato in patria, Butiñá Hospital fu assegnato alla casa di Gerona, lontano dalle sue suore. Nel 1875 conobbe un gruppo di sei giovani donne di Calella e ne assunse la direzione: mise a capo della comunità Isabel de Maranges Valls e cominciò a organizzare con lei il ramo catalano delle Serve di San Giuseppe, con il proposito di unificare i due tronconi in una sola congregazione.
Il tentativo fatto nel 1882 di unire del ramo di Gerona con quello di Salamanca fallì; le case catalane si organizzarono in istituto autonomo prendendo il nome di Figlie di San Giuseppe.
Papa Leone XIII concesse il decreto di lode alle Figlie di San Giuseppe il 21 settembre 1900 e il 14 novembre 1902 l'istituto ricevette l'approvazione definitiva. Le costituzioni furono approvate definitivamente il 21 maggio 1935.

## Attività e diffusione
Le suore si dedicano alla promozione di opere sociali a favore dei ceti operai.
Oltre che in Spagna, sono presenti in Africa (Angola, Camerun) e nelle Americhe (Argentina, Brasile, Colombia, Ecuador, Guatemala, Messico, Paraguay, Stati Uniti d'America, Uruguay); la sede generalizia è a Madrid.
Alla fine del 2008 la congregazione contava 534 religiose in 73 case.